# Mike Rogers (Eishockeyspieler)
Michael R. „Mike“ Rogers (* 24. Oktober 1954 in Calgary, Alberta) ist ein ehemaliger kanadischer Eishockeyspieler, der als Center (Mittelstürmer) u. a. von 1974 bis 1986 für die Edmonton Oilers sowie die damaligen New England Whalers in der World Hockey Association (WHA) und für die Hartford Whalers, die New York Rangers und die Edmonton Oilers in der National Hockey League (NHL) spielte.

## Karriere
Mike Rogers spielte während seiner Juniorenzeit bei den Calgary Centennials in der Western Hockey League (WCHL). An seiner Seite spielte meist Danny Gare, mit dem er gemeinsam eines der stärksten Duos der Liga bildete. Beim NHL Amateur Draft 1974 musste er wegen seiner kleinen Statur bis in die fünfte Runde warten, ehe ihn die Vancouver Canucks als 77. auswählten. Zu dieser Zeit waren besonders robuste Spieler bei den Teams gefragt.
In der WHA bot sich für ihn jedoch eher die Chance sich auf Anhieb durchzusetzen und so zog er ein Angebot der Edmonton Oilers vor, die sich im WHA Secret Amateur Draft 1974 die Rechte an ihm gesichert hatten. Hier spielte er in der Saison 1974/75 eine starke Rookiesaison und brachte es auf 83 Scorerpunkte. Im Laufe der folgenden Saison wechselte er in der WHA im Tausch für Wayne Carleton zu den New England Whalers und fand dort eine neue Heimat. In einer Reihe mit Gordie und Mark Howe zählte er hier zu den Leistungsträgern.
Mit Auflösung der WHA rechnete man damit, dass die Vancouver Canucks nun ihre Rechte an Rogers geltend machen würden, doch man verzichtete. Der damalige General Manager der Canucks, Harry Neale, bezeichnete dies als einen seiner größten Fehler. So verblieb Rogers zur Saison 1979/80 bei seinem Team, das nun Hartford Whalers hieß. Doch auch hier bot man ihm zu seiner Überraschung nur einen Vertrag an, der auch die Möglichkeit vorsah, ihn im „Farmteam“ spielen zu lassen. Erneut setzte er sich durch und bildete mit Blaine Stoughton und Pat Boutette die Stash-Dash-Bash Line. Mit 105 Punkten war er nach Wayne Gretzky der beste aus der WHA kommende Scorer in der NHL. Auch in der nächsten Saison schaffte er 105 Punkte, ein Wert den kein anderer Spieler im Trikot der Whalers je wieder erreichte.
Zur Saison 1981/82 wollten die Whalers ihre Abwehr stärken und gaben hierbei Rogers an die New York Rangers ab. Auch hier kam er in seinem ersten Jahr noch einmal auf mehr als 100 Scorerpunkte. Nach vier ordentlichen Jahren in New York war er nicht mehr so gefragt bei den Rangers. 1985 wurde er zunächst ins American Hockey League–Farmteam zu den New Haven Nighthawks abgeschoben. Im selben Jahr kehrte er ins Team der Edmonton Oilers zurück, wo er, damals noch in der WHA, seine Profi-Karriere begonnen hatte. Auch hier kam er nur zu wenigen Einsätzen und fand sich bald erneut in der AHL bei den Nova Scotia Oilers wieder.
1986 wechselte er noch für ein Jahr in die Schweiz und spielte beim HC Ambrì-Piotta, bevor er 1987 seine Profikarriere beendete.

## Erfolge und Auszeichnungen
- 1974 WCHL Most Gentlemanly Player Award
- 1975 Paul Deneau Trophy
- 1981 NHL All-Star Game

## Team-Rekorde
- 105 Punkte für die Hartford Whalers (44 Tore + 61 Vorlagen NHL 1979/80; 40 Tore + 65 Vorlagen NHL 1980/81)